# Grande Traversée 20
Ne doit pas être confondu avec Sentier de grande randonnée 20.
La Grande Traversée 20, GT20 ou A Traversata Maiò (« La Grande Traversée » en corse) », est un itinéraire cyclotouristique traversant la Corse du nord au sud ou inversement, sur 598 km en 12 étapes, pour un dénivelé positif cumulé de 10 047 m. Son circuit débute par le tour du Cap Corse depuis Bastia au nord, se poursuit par la Balagne puis rejoint la grande dorsale pour se terminer à Bonifacio à la pointe Sud de l'île.
La tracé principal passe par Bastia, Centuri, Saint-Florent, Belgodère, Calenzana, Galeria, Porto, Col de Vergio, Corte, Ghisoni, Zicavo, Zonza et enfin Bonifacio, avec des boucles locales permettant de se déplacer vers d'autres endroits.
Les routes secondaires à faible circulation sont privilégiées pour cet itinéraire qui rejoint d'autres grandes traversées à vélo de France métropolitaine, comme la Route des Grandes Alpes ou celle des Pyrénées.

## Étapes
| Etape | Départ        | Arrivée       | Distance | Déniv.- | Déniv.+ | Alt.min. | Alt.max. |
| ----- | ------------- | ------------- | -------- | ------- | ------- | -------- | -------- |
| 1     | Bastia        | Centuri       | 58       | 682     | 687     | 0        | 362      |
| 2     | Centuri       | Saint-Florent | 58       | 848     | 846     | 1        | 201      |
| 3     | Saint-Florent | Belgodère     | 61       | 885     | 1181    | 0        | 686      |
| 4     | Belgodère     | Calenzana     | 43       | 553     | 521     | 220      | 532      |
| 5     | Calenzana     | Galéria       | 31       | 667     | 420     | 4        | 430      |
| 6     | Galéria       | Porto         | 51       | 715     | 715     | 8        | 401      |
| 7     | Porto         | Col de Vergio | 34       | 115     | 1486    | 32       | 1477     |
| 8     | Col de Vergio | Corte         | 50       | 1352    | 372     | 348      | 1413     |
| 9     | Corte         | Ghisoni       | 57       | 1178    | 1396    | 250      | 807      |
| 10    | Ghisoni       | Zicavo        | 45       | 846     | 904     | 493      | 1294     |
| 11    | Zicavo        | Zonza         | 44       | 738     | 805     | 668      | 1195     |
| 12    | Zonza         | Bonifacio     | 71       | 1783    | 1014    | 5        | 805      |

## Galerie

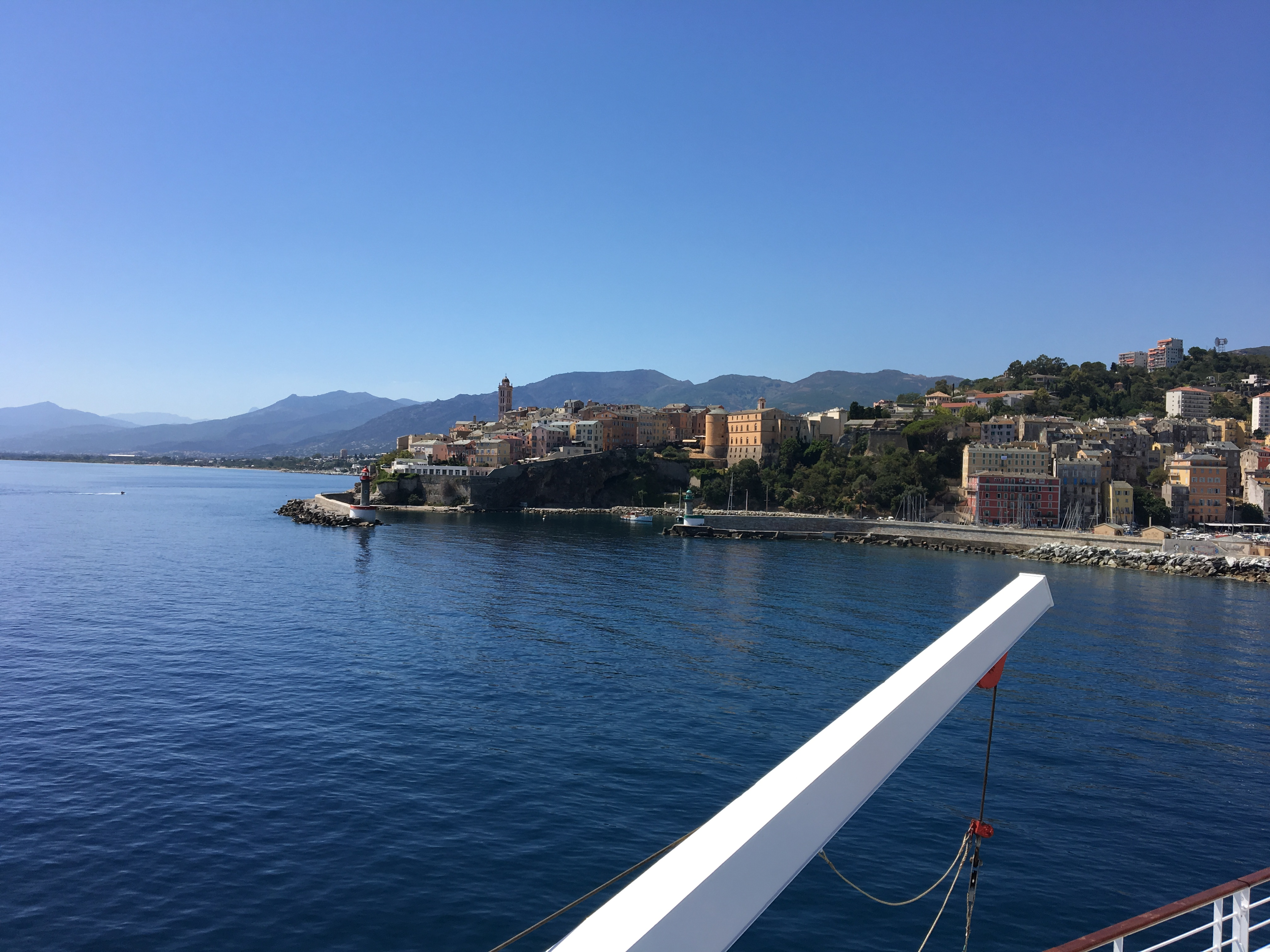
GT20 - Citadelle de Bastia, départ du GT20
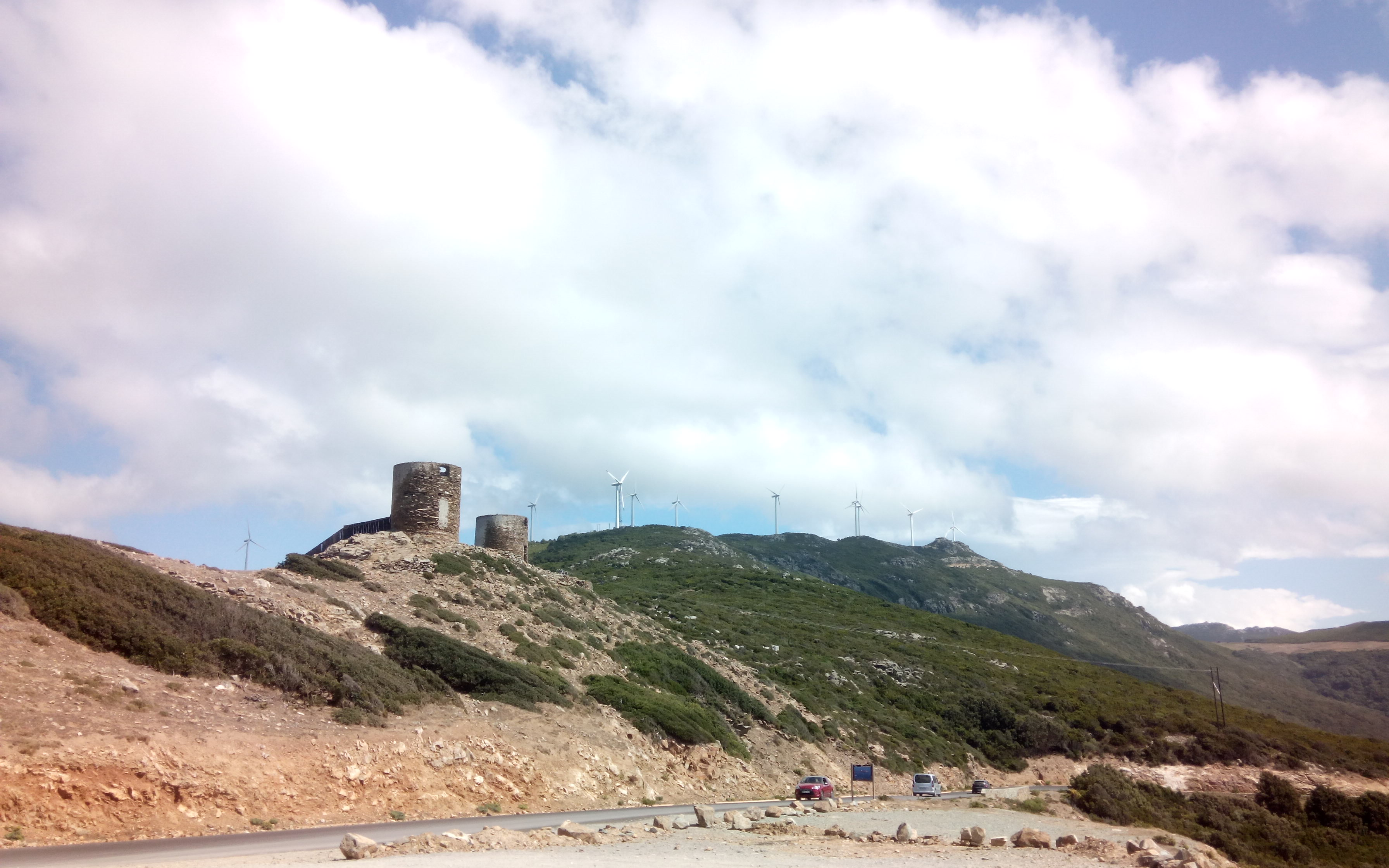
Bucca di a Serra entre Macinaghju et Centuri, dans le Cap Corse
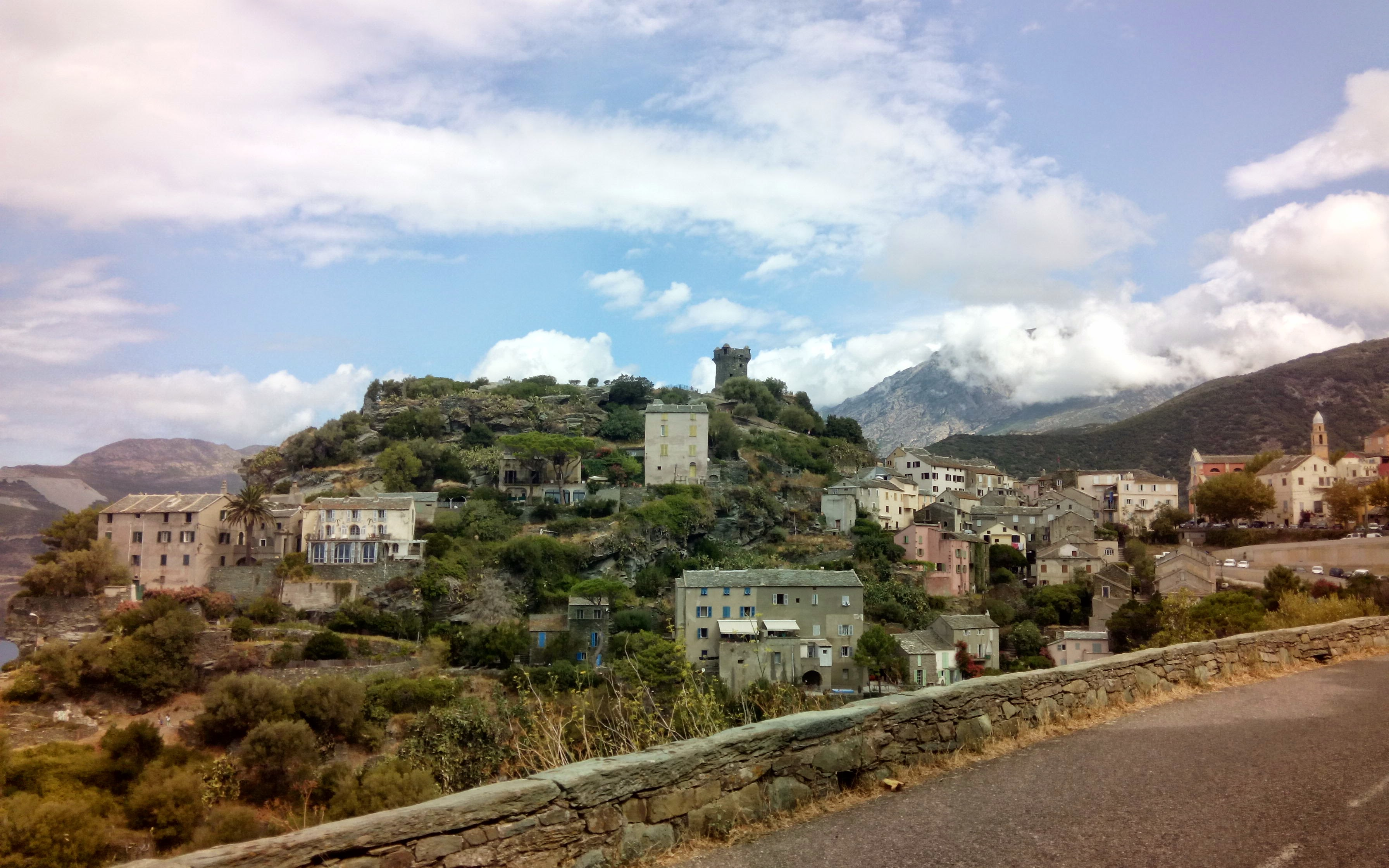
GT20 - Nonza, Capicorsu
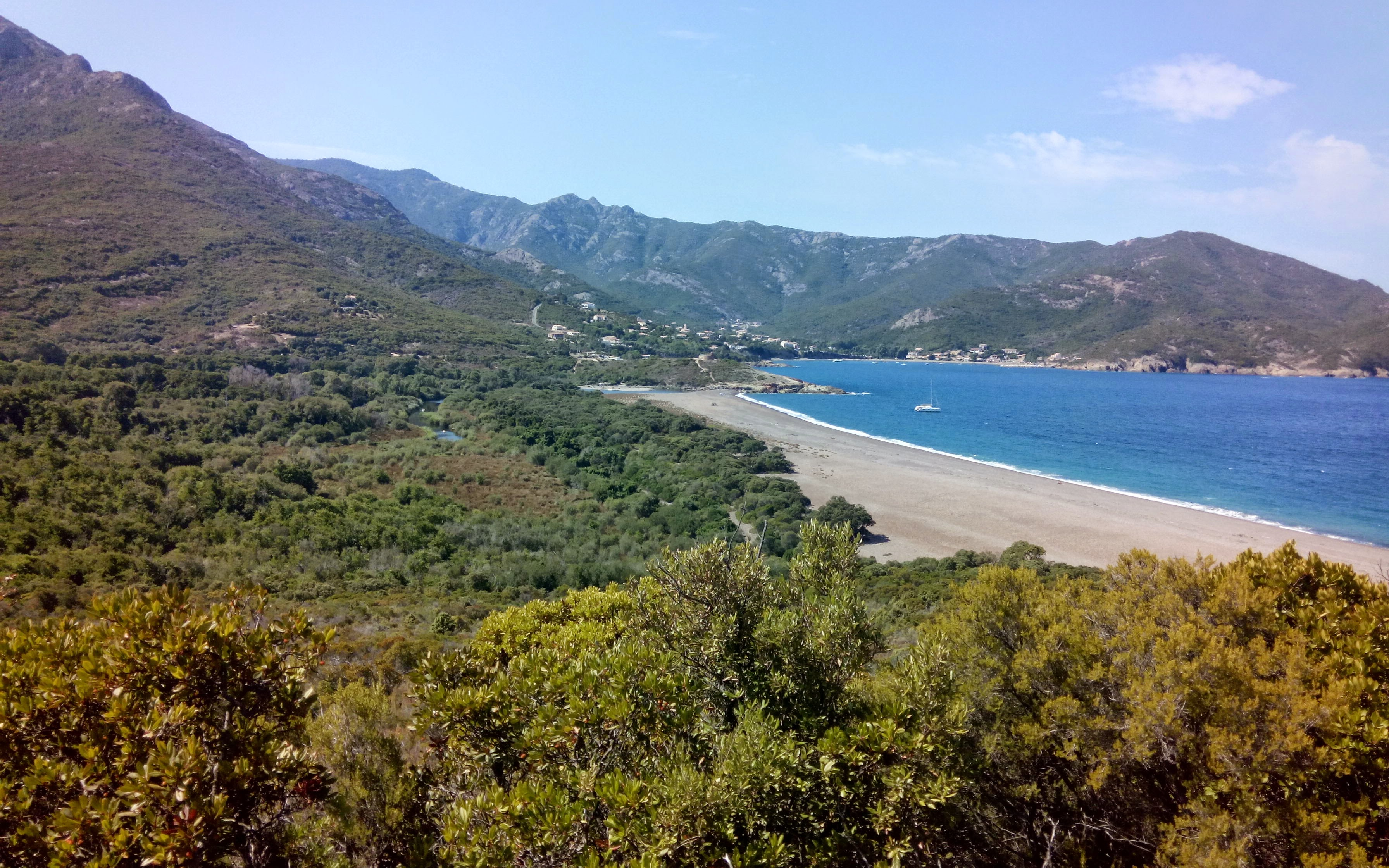
La plage de Galéria et le delta du Fango
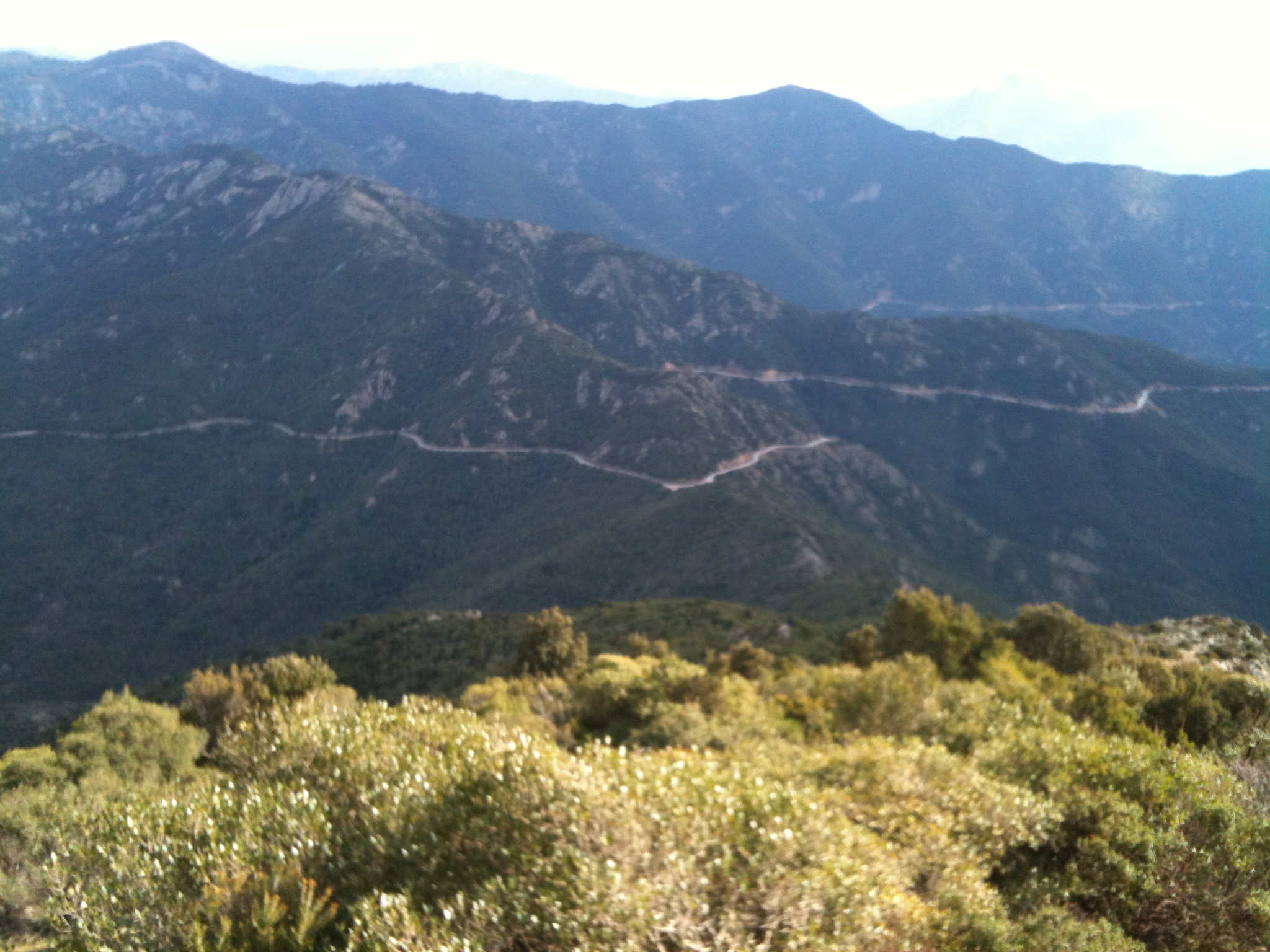
Route du GT20 entre Calenzana et Porto, Bucca Palmarella
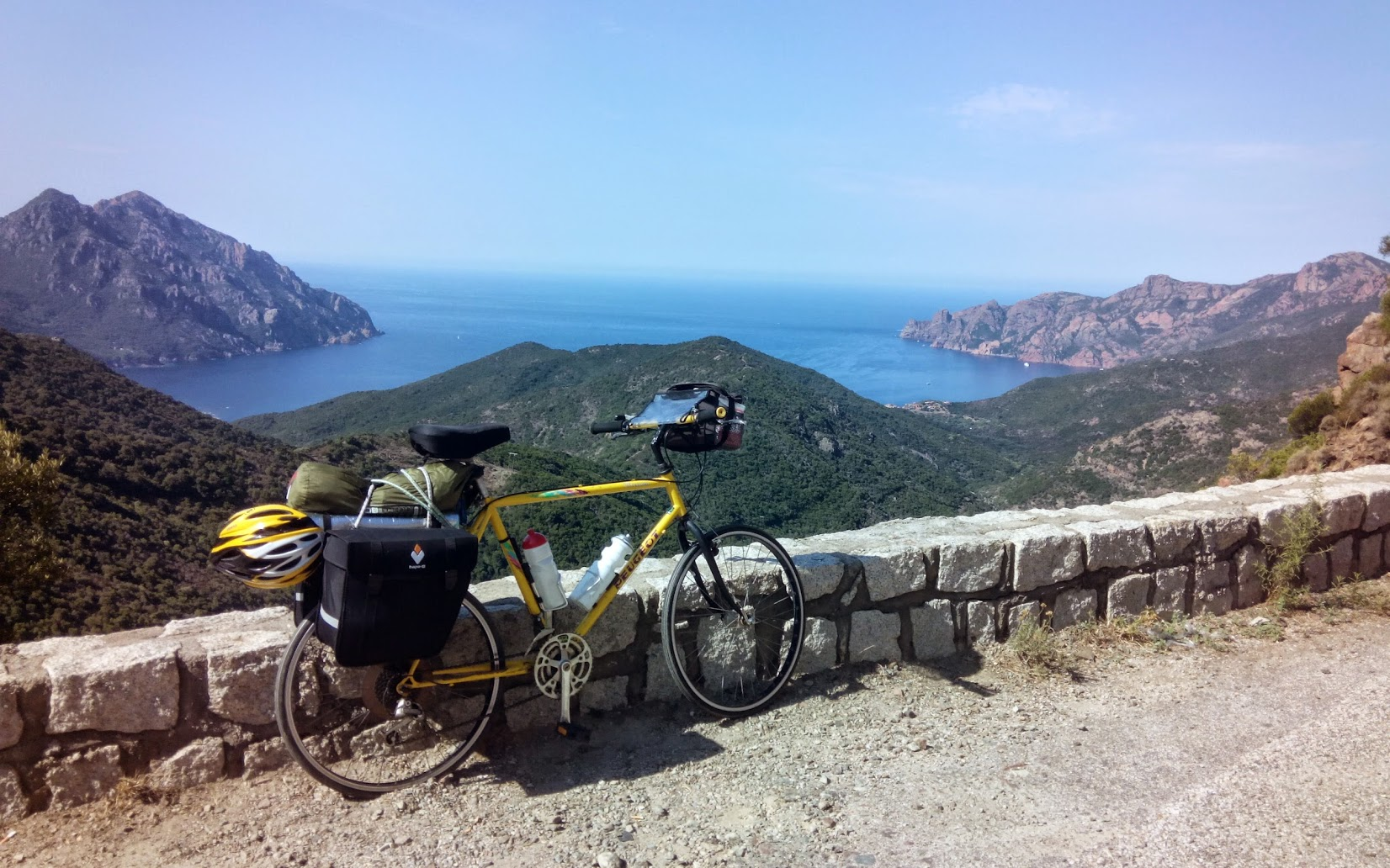
Près de Porto et Osani, à proximité de Bucca Palmarella
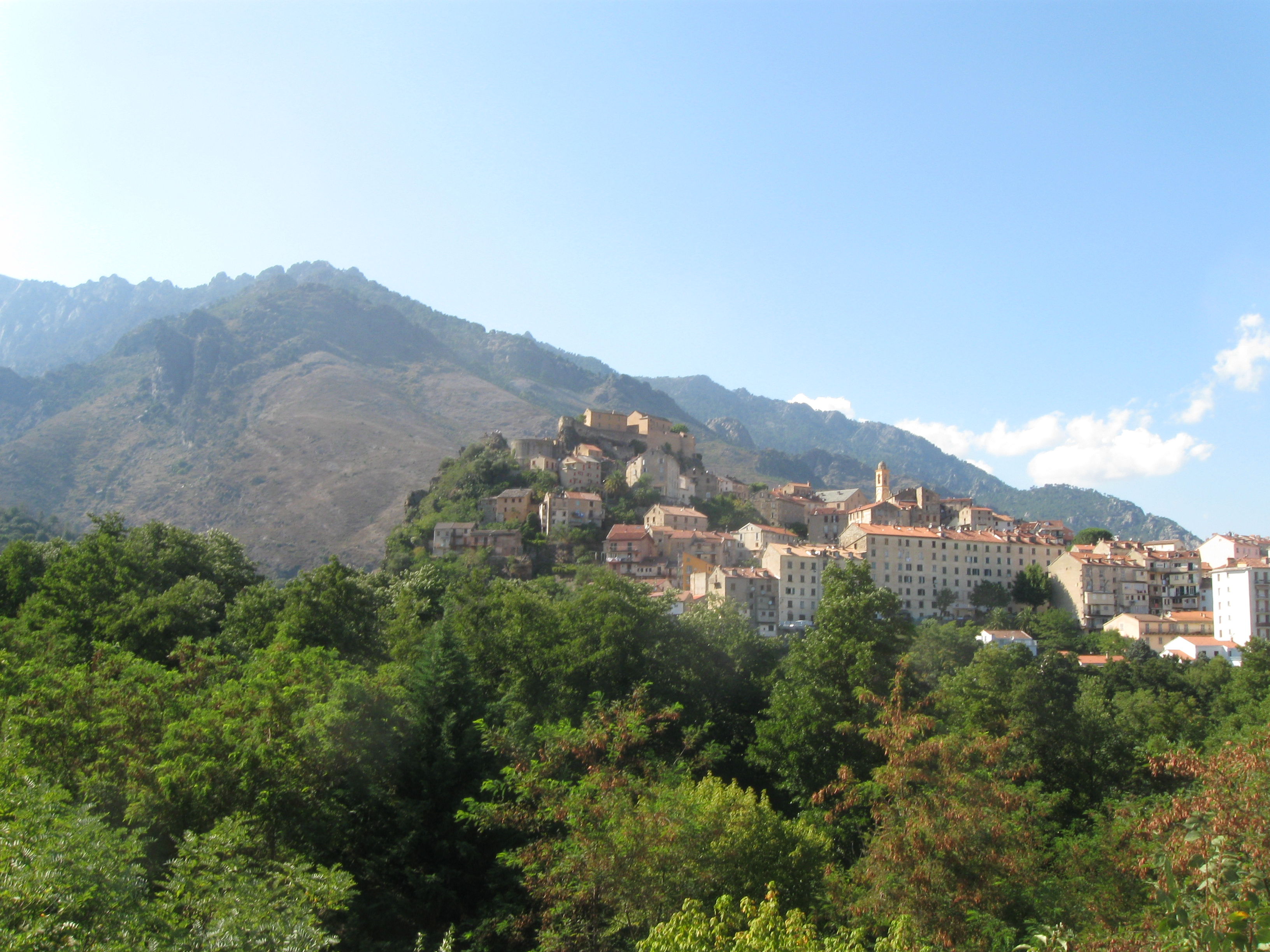
GT20 - La citadelle de Corte
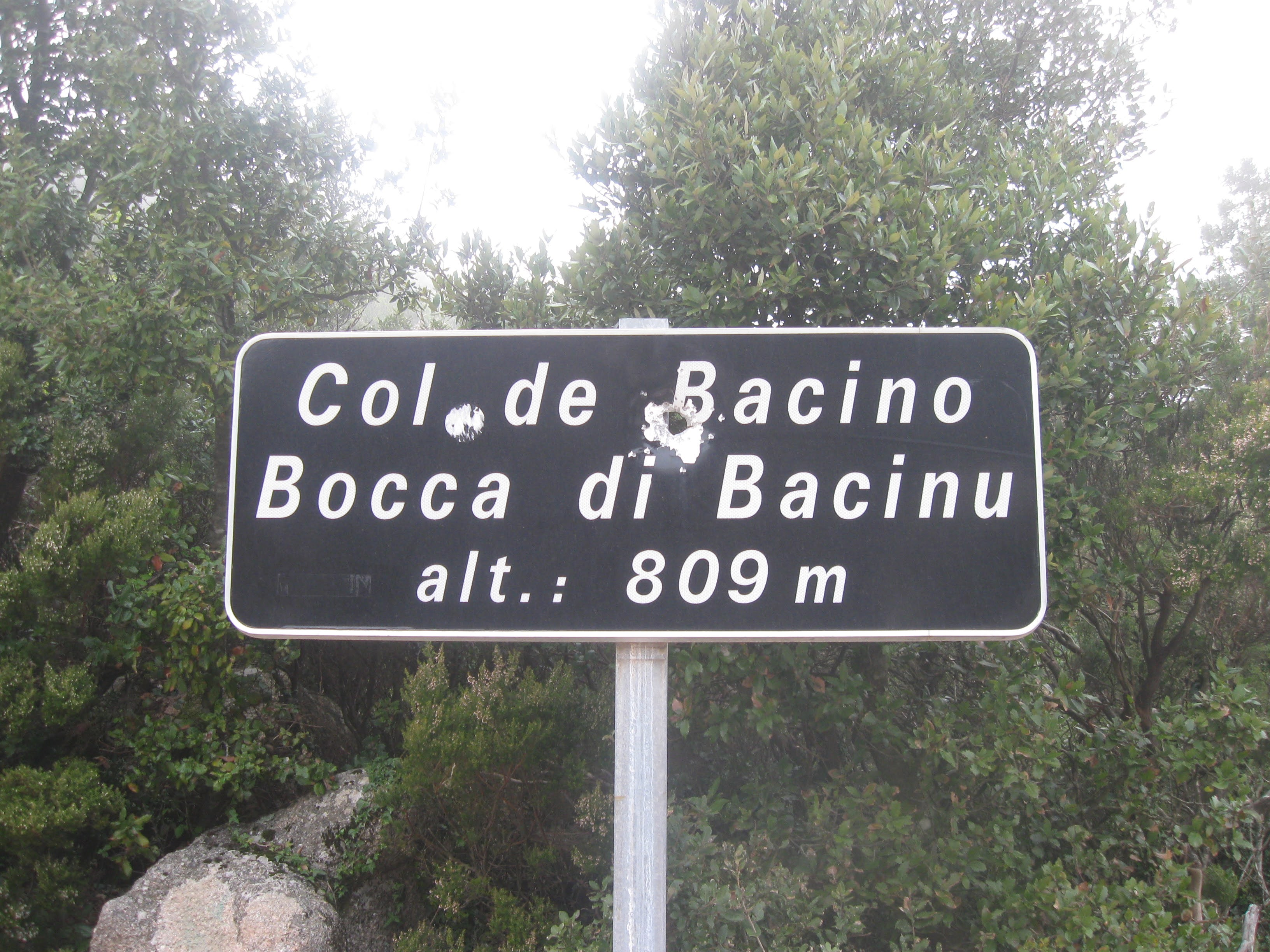
GT 20 - Le Col de Bacinu
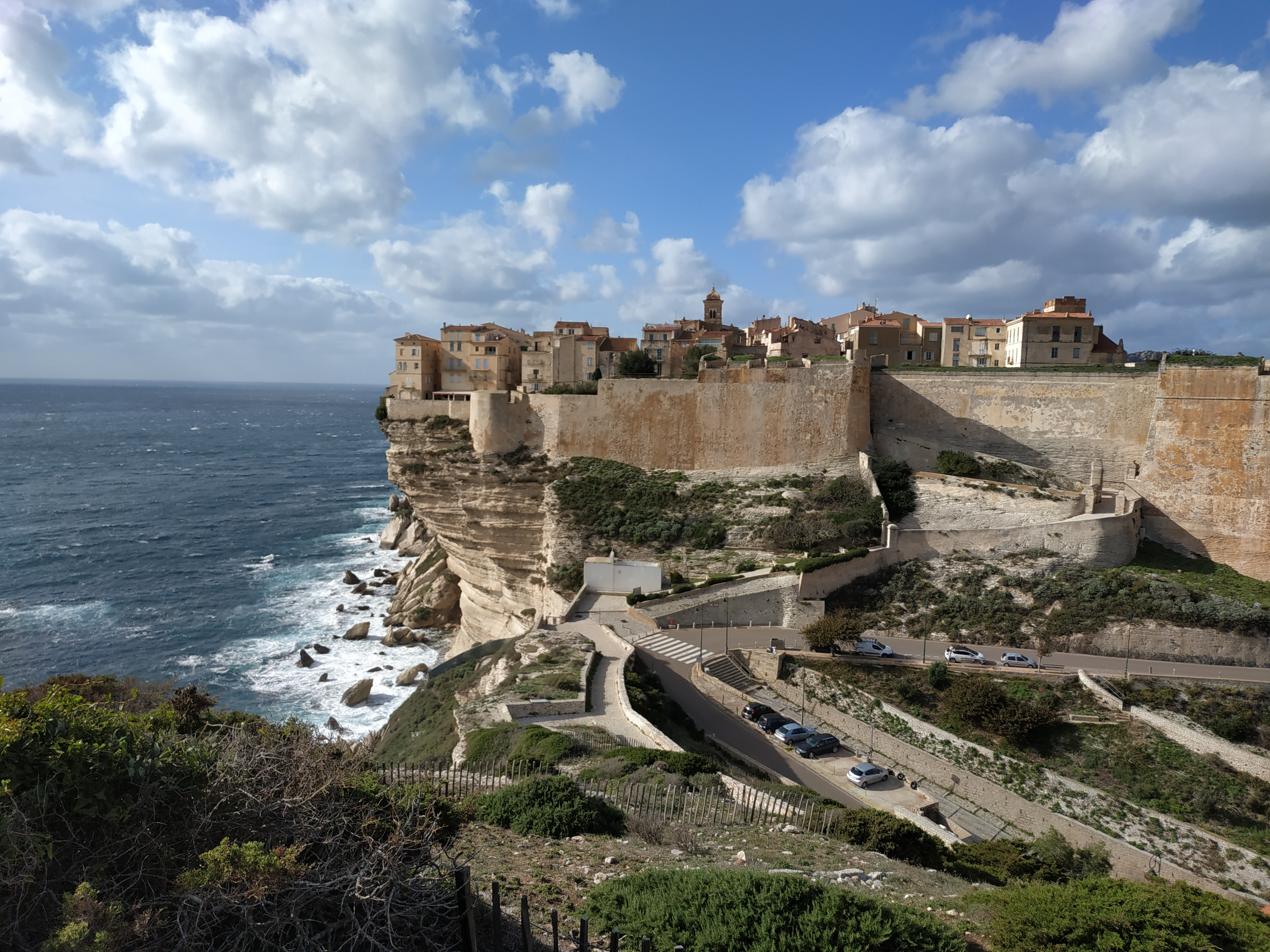
La citadelle de Bonifacio, arrivée du GT20